# Орел-карлик індійський
Орел-карлик індійський (Lophotriorchis kienerii) — вид яструбоподібних птахів родини яструбових (Accipitridae). Мешкає в Південній і Південно-Східній Азії. Вид названий на честь французького зоолога Луї Шарля Кінера. Це єдиний представник монотипового роду Lophotriorchis.

## Опис

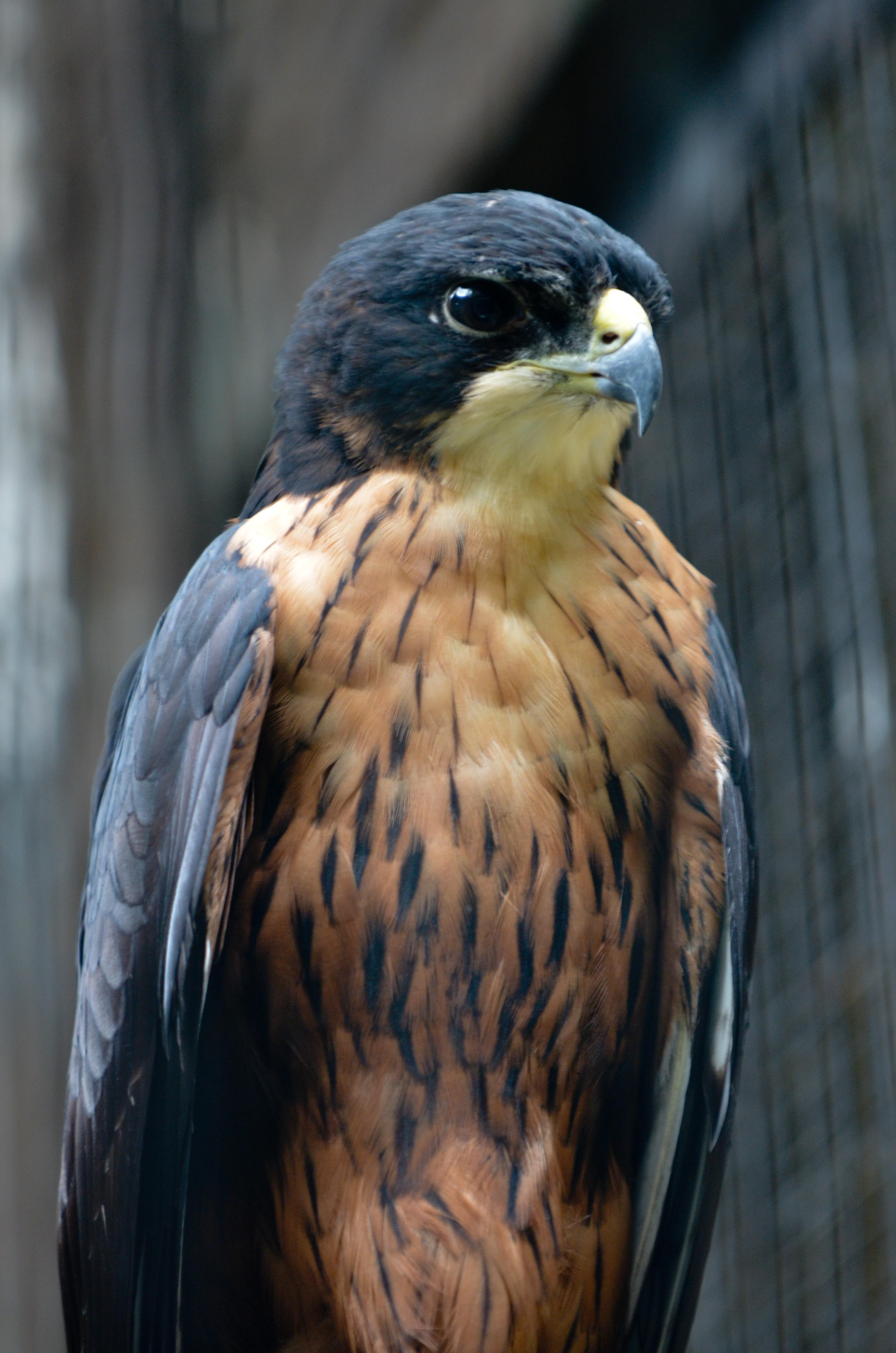
Індійський орел-карлик

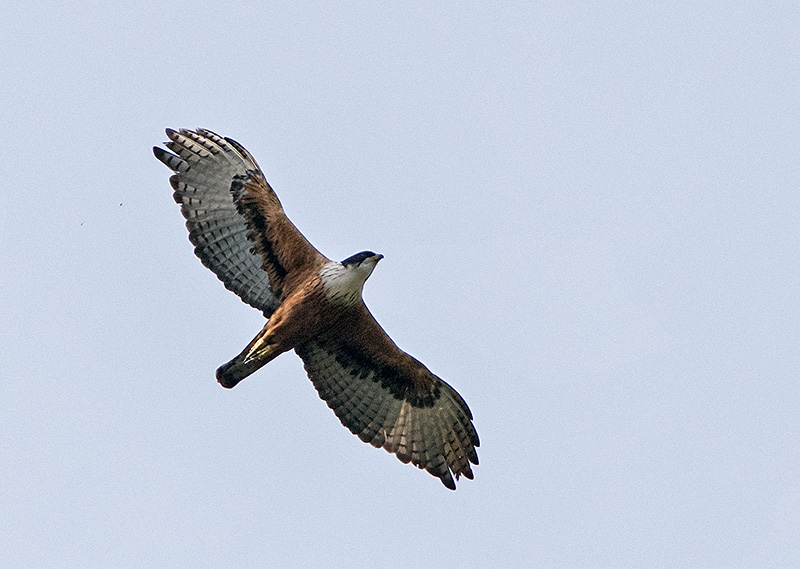
Індійський орел-карлик в польоті

Індійський орел-карлик — хижий птах середнього розміру з довгими, дещо загостерними крилами, відносно довгим, дещо заокругленим хаостом і помітно довгими лапами та пазурями. Довжина птаха становить 46-61 см, розмах крил 105-140 см, середня вага самців становить 733 г, самиць 800 г.
У дорослих птахів верхня частина тіла повністю чорна. Горло і верхня частина грудей контрастно білі, решта нижньої частини тіла рудувато-коричнева, поцятковані широкими чорними смужками. Нижня сторона хвоста сіра, поцяткована темними поперечними смугами. В польоті помітні темні нижні покривні пера крил і світлі махові пера з темними краями, поцятковані тонкими смужками. На тімені є короткий чуб. Райдужки темно-карі, дзьоб чорний, восковиця жовта, лапи жовті, оперені до пальців, кігті чорні. Самиці є в середньому на 81% більші за самців, однак мають подібне забарвлення. У пташенят верхня частина тіла сірувато-коричнева, лоб і голова з боків білі, через очі ідуть широкі темні смуги, нижня частина тіла біла.

## Підвиди
Виділяють два підвиди:
- L. k. kienerii (de Sparre, 1835) — Гімалаї, Західні Гати, острів Шрі-Ланка;
- L. k. formosus (Stresemann, 1924) — М'янма, Таїланд, південний Індокитай, Хайнань, Філіппіни, Великі і Малі Зондські острови.

## Поширення і екологія
Індійські орли-карлики мешкають в Індії, Непалі, Бутані, Бангладеш, М'янмі, Таїланді, Китаї, Лаосі, В'єтнамі, Камбоджі, Малайзії, Індонезії, Брунеї, на Філіппінах і Шрі-Ланці. Вони живуть у вічнозелених і широколистяних вологих тропічних лісах. Зустрічаються на висоті до 2000 м над рівнемм моря. Віддають перевагу гірським тропічним лісам. В Індії птахи більш поширені в Західних Гатах, ніж в Гімалаях, іноді зустрічаються в Східних Гатах.
Індійські орли-карлики полюють на дрібних і середнього розміру птахів і ссавців, зокрема на непальських лофур, диких і свійських курей, чагарникових куріпок, куріпок-шпороногів, цейлонських і сизих голубів, вінаго, рибалочок і білок. Їх часто можна побачити в польоті, коли вони ширають високо над кроами дерев. Побачивши здобич, птахи пікіррують до неї, ловлячи її в повітрі, кроні дерева або на землі. Сезон розмноження у індійських орлів-карликів припадає на зиму, а пташенята вилуплляються восени. Ці хижі птахи виконують демронстрційні польоти, які супроводжуються високими криками. Вони гніздяться на виеликому, часто голому дереві висотою 25-30 м. Гніздо індійського орла-карлика являє собою велику платформу з сухих гілок діаметром до 1,2 м і висотою до 60 см, яка встелюється зеленим листям. В кладці одне яйце. Насиджують і доглядають за пташенятами і самиці, і самці.

## Збереження
МСОП класифікує стан збереження цього виду як близький до загрозливого. Індійські орли-карлики є широко поширені на півдні Індії, досить поширенні на Сулавесі, є рідкісними в М'янмі, на Філіппінах та на Ява і є нечисленними в Непалі. Їм загрожує знищення природного середовища.